# Proshapalopus amazonicus
Proshapalopus amazonicus är en spindelart som beskrevs av Rogerio Bertani 200. Proshapalopus amazonicus ingår i släktet Proshapalopus och familjen fågelspindlar. Inga underarter finns listade i Catalogue of Life.